# مجتبی تقوی
مجتبی تقوی (زاده ۱۳ اسفند ۱۳۴۶ - آبادان) بازیکن سابق و مربی فوتبال اهل ایران است.
وی دوران بازیگری خود را در باشگاه فوتبال سایپا گذراند و سپس به عنوان سرمربی کار خود را در تیم‌های صنعت نفت آبادان، عقاب، سایپا شمال، سایپا البرز و ذوب‌آهن اصفهان ادامه داد.